# دراسة فردية موجهة
الدراسة الفردية الموجهة أو اختصارًا بالإنجليزية: DIS عبارة عن مستوى دراسي يستخدم في الكليات أو الجامعات يوفر دراسات أكثر تعمقًا وشمولية لموضوع معين مما هو متاح في الفصول الدراسية.
ويمكن أخذ الدورات بشكل اختياري. وفي بعض الحالات، يمكن أن تكون الدراسة الفردية الموجهة عبارة عن:
- إعطاء دورة تدريبية بين الأستاذ والطالب لا يتم إعطاؤها مرة أخرى إلا بعد أن يتخرج الطالب.
- لا يكون لدى إدارة الكلية أو الجامعة دورة ثابتة تتعلق بموضوع الدراسة
- دورة يتم توفيرها في كلية أو جامعة أخرى لا تكون جزءًا من المنهج العام.
- دورات يمكن تطبيقها من أجل الوفاء بمتطلبات درجة الماجستير.

## المتطلبات
بصفة عامة، يجب أن يكون لدى الطالب، أو يجب عليه اكتساب، ما يلي:
- تحقيق إجمالي متوسط نقاط درجات (GPA) يصل إلى 3.0 (ب) أو أفضل
- الخضوع لـ 90 ساعة دراسة نحو التخرج
- التسجيل في دورة لا تزيد ساعاتها عن 15 فصلاً دراسيًا
- الموافقة المسبقة من رئيس القسم في الإدارة التي تقدم الدورة، والمعلم
- الالتزام بالحصول على دورة دراسية معتمدة مطلوبة بشكل أساسي أو دورات دراسية أخرى

## عملية المعالجة
يحدد الطالب المجال الذي يرغب في أن يقوم بتنفيذ الأبحاث فيه ويطلب العمل مع أحد أعضاء الكلية ممن يمتلكون الخبرة في هذا المجال من أجل طلب إجراء دراسة فردية موجهة.
ويقوم الطالب والمعلم بإكمال نموذج الدراسة الفردية الموجهة وتقديمها إلى المنسق الأكاديمي الذي يقوم بوضع الدورة في نظام التسجيل. وغالبًا ما يقوم الطالب بتحديد الموضوعات التي يفضلها.
ويتم تحديد محتويات ومتطلبات الدورة بالاتفاق بين المعلم والطالب. وبصفة عامة، يجب ألا يتوقع الطلاب أن يوافق أحد أعضاء الكلية على الدراسة الفردية الموجهة إلا إذا كان الطالب يحضر الفصول بشكل منتظم؛ بحيث يكون هذا الطالب معروفًا لهذا المعلم. ويقوم عضو الكلية بتطوير منهج ذي صلة لكي يقوم رئيس الإدارة، وفي بعض الحالات العميد (التعليم)، بمراجعته واعتماده.